# Diacantha pectoralis
Diacantha pectoralis es una especie de insecto coleóptero de la familia Chrysomelidae.
Fue descrita científicamente en 1898 por Fairmaire.